# Spirogonium chlorogonioides
Spirogonium chlorogonioides là một loài tảo trong họ Chlamydomonadaceae, thuộc chi Spirogonium.